# Adrien Dollfus

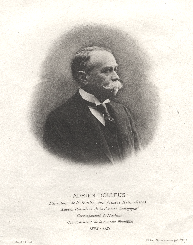

Adrien Frédéric Jules Dollfus (Mulhouse-Dornach, 21 maart 1858 – Parijs, 19 november 1921) was een Franse carcinoloog die bekend stond om zijn werk met terrestrische isopoden, schaaldieren en trilobieten.

## Leven en carrière
Adrien Dollfus was de kleinzoon van de Elzasser fabriekseigenaar Jean Dollfus. Hij werd geboren in Dornach, Elzas, nu onderdeel van de stad Mulhouse, Haut-Rhin. Hij behaalde een Bachelor of Science en begon vervolgens een levenslange studie van schaaldieren en trilobieten. In 1870 richtte hij de publicatie La Feuille des jeunes naturalistes (Het blad van jonge natuuronderzoekers) op. In 1888 trouwde hij in Parijs met Anna Noémie Schlumberger, met wie hij drie kinderen kreeg.
In 1912 werd Dollfus gekozen tot president van de Société zoologique de France. Sommige soorten met de bijnaam dollfusi zijn naar hem vernoemd en andere herdenken zijn familieleden, geoloog Gustave Frédéric Dollfus (1850-1931) of parasitoloog Robert-Philippe Dollfus (1887-1976).
Rond 1900 was de Zwitserse schrijver, redacteur, correspondent en bibliothecaris Hans Bloesch (1878-1945) de privé-secretaris en bibliothecaris van Dollfus.

## Taxa
Dollfus heeft onder andere de volgende taxa beschreven:
- Agabiformius orientalis Dollfus 1905
- Agabiformius spatula Dollfus 1905
- Armadillidium album Dollfus 1887
- Armadillidium apfelbecki Dollfus 1896
- Armadillidium bifidum Dollfus 1905
- Armadillidium esterelanum Dollfus 1887
- Armadillidium scabrum Dollfus 1892
- Armadillidium simoni Dollfus 1887
- Armadillidium sordidum Dollfus 1887
- Armadilloniscus cecconii Dollfus 1905
- Caecosphaeroma Dollfus 1896
- Caecosphaeroma burgundum Dollfus 1898
- Caecosphaeroma faucheri Dollfus & Viré 1900
- Caecosphaeroma virei Dollfus 1896
- Chaetophiloscia cellaria Dollfus 1884
- Chaetophiloscia elongata Dollfus 1884
- Ctenorillo ausseli Dollfus 1893
- Ctenoscia minima Dollfus 1892
- Halophiloscia guernei Dollfus 1887
- Haplophthalmus siculus Dollfus 1896
- Leptotrichus pilosus Dollfus 1905
- Lucasius albicornis Dollfus 1896
- Miktoniscus chavesi Dollfus 1889
- Nagurus cristatus Dollfus 1889
- Porcellio albicornis Dollfus 1896
- Porcellio alluaudi Dollfus 1893
- Porcellio amoenus Dollfus 1892
- Porcellio bolivari Dollfus 1892
- Porcellio canariensis Dollfus 1893
- Porcellio carinatus Dollfus 1905
- Porcellio debueni Dollfus 1892
- Porcellio expansus Dollfus 1892
- Porcellio gallicus Dollfus 1904
- Porcellio hispanus Dollfus 1892
- Porcellio laevissimus Dollfus 1898
- Porcellio magnificus Dollfus 1892
- Porcellio nicklesi Dollfus 1892
- Porcellio nigrogranulatus Dollfus 1892
- Porcellio normani Dollfus 1899
- Porcellio ovalis Dollfus 1893
- Porcellio piceus Dollfus 1896
- Porcellio pyrenaeus Dollfus 1892
- Porcellio spinipes Dollfus 1893
- Porcellionides barroisi Dollfus 1889
- Porcellionides rufocinctus Dollfus 1892
- Porcellionides stricticauda Dollfus 1893
- Proasellus coxalis Dollfus 1892
- Protracheoniscus major Dollfus 1903
- Sphaeromides raymondi Dollfus 1897
- Stenasellus virei Dollfus 1898
- Tiroloscia corsica Dollfus 1888
- Tiroloscia pyrenaica Dollfus 1897
- Venezillo canariensis Dollfus 1893

## Geselecteerde werken
- Isopodes terrestres du "Challenger", 1890 - Terrestrische isopoden van de "Challenger-expeditie".
- Mission scientifique du Cap Horn 1882-1883. VI, Crustacés / Crustacés isopoden / A. Dollfus , (Alphonse Milne-Edwards) 1891 - Wetenschappelijke missie naar Kaap Hoorn in 1882-83 (VI Schaaldieren / Isopode schaaldieren / A. Dollfus).
- Voyage de M. Ch. Alluaud dans le territoire d'Assinie (Afrique occidentale) en juillet et août 1886. (1892) - Reis van Charles Alluaud naar het grondgebied van Assinie (West-Afrika) in juli / augustus 1886.
- Catalogus raisonné des Isopodes terrestres de l'Espagne, 1892 - Catalogue raisonné van terrestrische isopoden afkomstig uit Spanje.
- Sur la distribution géographique des isopodes terrestres dans la région des Basses-Pyrénées, 1893 - Over de geografische verspreiding van terrestrische isopoden in Basses-Pyrénées.
- Voyage de M. Charles Alluaud aux Iles Séchelles. Crustacés Isopodes terrestres, 1893 - Reis van Alluaud naar de Seychellen; terrestrische isopoden.
- Voyage de M. Ch. Alluaud aux Iles Canaries (Nov. 1889-juin 1890) Isopodes terrestres, 1893 - Reis van Alluaud naar de Canarische Eilanden; terrestrische isopoden.
- Crustacés Isopodes de la Sicile, 1896 - Isopod-schaaldieren afkomstig uit Sicilië.[4]

- Bibliothèque nationale de France: cb10349399d (data)
- Stuttgart Database of Scientific Illustrators 1450–1950: 6533
- Gemeinsame Normdatei: 1169324010
- International Standard Name Identifier: 0000 0004 2339 4938
- Library of Congress Control Number: no2017053876
- Nederlandse Thesaurus van Auteursnamen: 141003456
- Système universitaire de documentation: 075870118
- Virtual International Authority File: 214931817
- WorldCat: E39PBJx8JKgqQbjmDkQCCw4wmd